# Pollution génétique
L'expression pollution génétique ou pollution taxinomique), désigne le phénomène d'introduction, volontaire ou accidentelle de gènes modifiés ou étrangers à une espèce ou à une variété dans une autre variété ou dans une population sauvage par transmission verticale, ou un transfert horizontal. Elle peut concerner toutes les espèces (faune, flore, fonge, microbes...). On parle aussi dans ce contexte de  "présence fortuite" et de "flux de gènes" des cultivars vers l'environnement ou d'autres espèces cultivées. Les nouveaux outils de la biologie moléculaire permettent de mieux détecter et mesurer la pollution génétique, par le suivi de marqueurs génétiques,. Des modélisations devraient permettre de mieux appréhender les risques.

## Répercussions
La pollution génétique peut affecter une espèce au niveau de sa métapopulation ou de sous-populations, éventuellement au point de la faire disparaître ou de réduire ses capacités d'adaptation.
Ses effets (dont risque de mésadaptation ou d'invasivité, parfois très difficile à prévoir) peuvent n'apparaitre que très lentement et insidieusement quand le gène introduit se répand lentement dans une population et après qu'un facteur contextuel l'ait favorisé au moins provisoirement, au détriment du gène qu'il remplace.
Ou le gène introduit peut rapidement devenir dominant dans le cas d'animaux en remplaçant d'autres (cochonglier), ou dans le cas d'introduction de végétaux ou d'arbres s'hybridant facilement aux espèces locales massivement introduits dans les champs et forêts (à titre de comparaison on voit combien le robinier ou le cerisier tardif (Prunus serotina Ehrh) ont facilement occupé une place croissante dans l'écosystème forestier après leur introduction, ou comment des pins d'Alep introduits en France sont finalement morts à cause du gel de 1985 contre lequel ils n'étaient génétiquement pas armés, alors que ce record de froid n'était que de type « décennal »). Les hybrides sont eux généralement bien moins faciles à distinguer, ce qui rend l'étude des effets écologiques de la pollution génétique difficiles à évaluer, d'autant qu'elle peut aussi rendre « ultérieurement difficile ou impossible l’étude de l’histoire (phylogéographie)[Information douteuse], des adaptations et de l’évolution des populations réceptrices. Pour les biologistes de l’évolution, elles équivalent à une destruction de leur objet d’étude » notait A. Dubois en 2008.
Certaines campagnes d'introduction envoient au public un message optimiste mais irréaliste (qui est que les destructions de l’environnement causées par les activités humaines seraient réversibles à peu de frais). Ainsi, en particulier, des espèces rares d'arbres ou d'autres végétaux ont couramment été introduites dans de nombreux pays via les jardins publics, jardins botaniques, jardins privés ou plantations sylvicoles. Elle se sont ensuite souvent montrées interfécondes avec d'autres espèces proches en devenant alors source de pollution génétique.

## Histoire
Cette notion est relativement récente.
Dans la seconde partie du XIXe siècle, les lois de Mendel décrivent les grandes règles de l'hérédité.
Elles font comprendre aux naturalistes, mais aussi aux éleveurs et sélectionneurs que des croisements et hybridations dirigés permettent de sélectionner certaines caractéristiques des individus au sein d'une espèce. Les sélectionneurs créent alors des milliers de nouvelles lignées et variétés, sans se préoccuper d'éventuels effets adverses de la diffusion des caractères qu'ils ont sélectionnés.

Environ un siècle plus tard (début des années 1950), la découverte de l'ADN puis de l'ADN mitochondrial précise les mécanismes biomoléculaires en jeu.

Puis les généticiens, médecins et écologues confirment l'importance de la diversité génétique, notamment pour l'adaptation des individus et des espèces aux modifications de leur environnement, et pour la résilience écologique. Les généticiens et les écologues confirment peu à peu la vulnérabilité de certains patrimoines génétiques d'une lignée, d'une espèce, d'espèces symbiotes et de communautés vivantes et du Vivant dans son ensemble.
Dans un même temps, les formes dominantes d'agriculture, de sylviculture et d'élevage devenaient de plus en plus intensives, causant d'importantes pertes de diversité génétique sauvage. Les hybridations artificielles et les introductions par l'Homme d'espèces et de gènes d'une région à l'autre, d'un pays à l'autre (voire d'une espèce à l'autre avec l'invention de la transgenèse) se faisaient toujours plus nombreuses et plus rapides.
Les questions d' homogénéisation génétique et de pollution génétique deviennent alors des sujets d'étude voire une préoccupation dans des domaines tels que la biologie des populations et la génétique des populations, et pour ceux qui étudient les enjeux de l'autochtonie ou de la naturalité.
La pollution génétique est l'un des facteurs de perte de naturalité et de dérive des systèmes agricoles, sylvicoles, d'élevage, cynégétiques et halieutiques (par rapport aux objectifs de bon état écologique de restauration, protection et gestion de la biodiversité promus par des directives européennes et des sommets internationaux). 
Alors que les antibiotiques et pesticides perdent de leur efficacité et que des maladies émergentes ou ré-émergentes se manifestent, la pollution génétique intéresse aussi les épidémiologistes et écoépidémiologistes.

Dans un autre domaine, elle intéresse les acteurs du génie écologique et/ou ceux qui travaillent sur les programmes de protection ou réintroduction d'espèces menacées ;
La pollution génétique est principalement induite par des « croisements » (introgressions, hybridations...) de populations sauvages avec des lignées exotiques ou domestiquées. Ils peuvent être provoqués par l'homme ou être involontairement facilités par lui. Bien que les codes de bonnes pratiques d'introduction d'organismes marins, ou d'espèces terrestres avec contrôles  aux frontières soient devenus plus sévères (là où il est assez facile, c'est-à-dire sur des îles, et souvent pour des raisons sanitaires plus que de patrimoine génétique, au Royaume-Uni ou en Australie par exemple), les espèces cultivées (arbres y compris) sont l'objet de sélections et de manipulations toujours plus poussées. La mondialisation économique et des échanges contribue a accélérer les processus de pollution génétique.
Alors que les OGM  et les introductions d'espèces exotiques (en forêt par exemple au motif de l'adapter au changement climatique ou pour y cultiver des essences intéressant l'industrie) suscitent de vives inquiétudes quant aux risques de pollution génétique, apparait l'idée d'un risque maitrisé (gène terminator pour les OGM, de repeuplement raisonné (en poissons) ou encore de notion de « Transfert Raisonné en EspèCes introduites » (TREC) en forêt.

## Typologies de pollutions génétiques

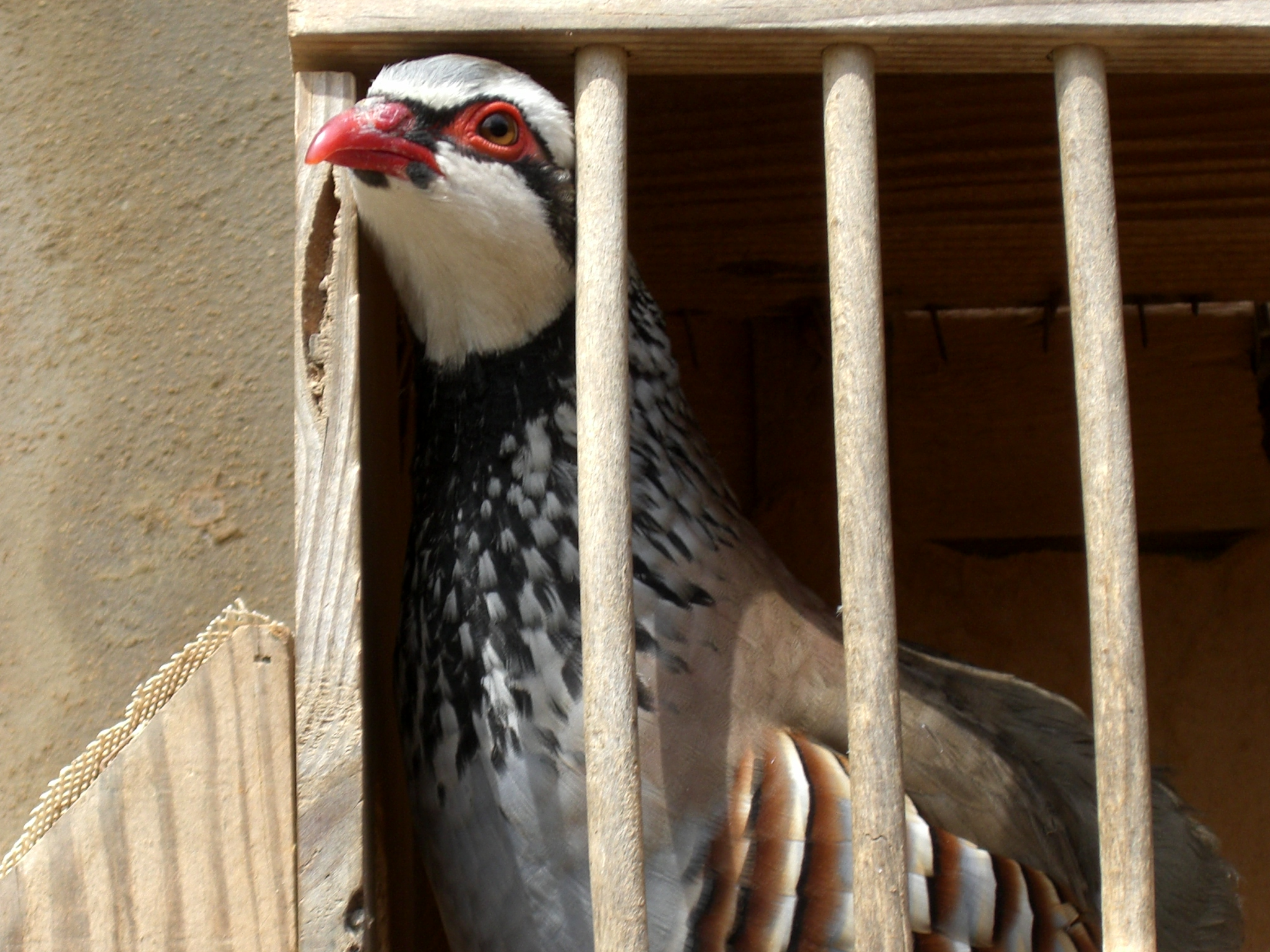
Pour les besoins de la chasse, des millions de perdrix rouges issues d'élevages ont contribué au repeuplement cynégétique des régions où la perdrix sauvage disparaissait.
Une récente étude génétique a montré que ces introductions ont largement « génétiquement pollué » le génome de la perdrix rouge sur l'ensemble de son aire de répartition, par « introgression » généralisée de gènes de « Choukar ». Cette « pollution génétique » est due au choix des éleveurs d'utiliser des lignées volontairement hybridées avec la cousine asiatique de la perdrix rouge, la perdrix choukar.

La nature et l'ampleur des phénomènes de pollution génétique varient selon les espèces concernées et les conditions environnementales, avec par exemple :
- Dans le secteur halieutique; des problèmes d'homogénéisation génétique et d'introduction de génomes ou d'éléments de génomes plus ou moins exotiques et/ou inadaptés à la vie sauvage se posent. Les deux principales sources de diffusion de ces gènes dans l'environnement sont les réempoissonnements, ainsi que par les échappés de piscicultures et notamment avec les salmonicultures en cage d'où des poissons d'élevages échappés dans la nature peuvent se croiser avec des souches sauvages.
- Dans le secteur apicole, le même problème se pose avec l'introduction chronique (et peut-être déjà parfois très ancienne) de souches d'abeilles non-locales voire franchement exotiques et des transferts fréquents d'un pays à l'autre de reines issues d'élevages, pour améliorer la productivité des ruches en miel, au détriment de la diversité génétique naturelle et de l'adaptation par la sélection naturelle de l'abeille à son environnement.
- Les éleveurs de mollusques bivalves sont concernés par la sélection[15],[16] et les introductions[17]. De graves problèmes sont identifiés pour les huitres sauvages  (huître plate[18] dont les populations relictuelles continuent à évoluer et se différencier le long du littoral européen, mais avec des introgressions liées aux nombreux transferts faits durant tout le XXe siècle et face à la concurrence pour l'espace colonisé par les ostréiculteurs qui font que la population sauvage diminue, avec un nombre de géniteurs efficaces disponibles si faible qu'il contribue probablement à aggraver la consanguinité et/ou la possibilité de nouvelles introgressions de gènes exotiques dans les populations sauvages, au détriment des besoins probables de gènes sauvages et diversifiés qui sera induit par les changements globaux qui semblent devoir s'accélérer (montée des mers, acidification des océans, réchauffement, maladies émergentes, etc.) qui toucheront tant les peuplements sauvages d' O. edulis que cultivés. De nombreux éleveurs ont mis en culture et diffusé des lignées exotiques en introduisant involontairement de nouveaux microbes et parasites[19] qui se diffusent d'autant mieux qu'ils trouvent moins de résistances en raison d'une perte de variabilité et diversité génétique tant dans les populations sauvages que cultivées[20]. 
Chez les moules, on a observé certaines introgressions d’allèles edulis dans les populations M. galloprovincialis de Méditerranée ne concordant pas avec les zones actuelles de populations, ce qui laisse penser qu'il y a eu des déplacements anciens de peuplements (migrations via des coques de navires ? ou liés à des évènements glaciaires antérieurs ?). Dans ce type de cas l'introgression est a priori adaptative, expliquée par un gène jouant un rôle important dans l'immunité (codant un peptide antimicrobien, la Mytiline B)[21].
- Dans le domaine cynégétique, en France et en Europe des problèmes similaires découlent de l'introduction (chaque année depuis plusieurs décennies) de millions d'oiseaux (canards, faisans, perdrix issus d'élevages[14] principalement) dans la nature pour la chasse de loisir. Il est démontré que cette population de « repeuplement » ou visant à « conforter » des populations affaiblies de gibier est « une importante voie d'homogénéisation génétique ». Or la perte de diversité génétique contribue à l'érosion de la biodiversité et à une diminution de la capacité d'adaptation des espèces aux maladies et aux changements de leur environnement[14]. Le « gibier de repeuplement » est souvent issus d’œufs éclos en couveuses[14]. Ces œufs proviennent de lignées elles-mêmes issues d'un faible nombre de géniteurs[14]. De plus l'animal introduit dans le milieu naturel a bénéficié durant sa croissance d'une alimentation artificielle et a été élevé avec des traitements vétérinaires. Tenu à l'abri de ses prédateurs, il n'a donc pas subi la sélection naturelle et est donc introduit dans la nature avec d'éventuelles tares génétiques. 
- Ainsi la perdrix rouge Alectoris rufa (Phasianidae) originaire d'Europe du sud-ouest est chassable et classée gibier sédentaire en France[22]. Elle est très « demandée » par les chasseurs français (et d'autres pays)[14]. Malgré des quotas et saisons de chasse plus courtes et, depuis 1986 des « plans de gestion cynégétiques » approuvés à l’initiative des GIC [23] cet oiseau reste en régression (ou a localement déjà disparu) d'une grande partie de son aire naturelle de répartition ; En France l'ONCFS« depuis les années 1900 (…) observe un recul géographique de l’espèce en même temps qu’une diminution constante des effectifs dans les départements où elle était la plus abondante. La perdrix rouge est en voie de disparition (moins de 1 couple/100hectares) dans 99 régions agricoles sur le tiers de son aire ; partout ailleurs, les populations sont en baisse. Le prélèvement moyen était de 11,5 perdrix/km² en 1974-1980, soit à peine 1/3 des prélèvements de la décennie 1960-1970. Aujourd’hui, la population de perdrix rouges en France est estimée à 300.000 couples nicheurs au printemps » [23] contre plusieurs millions autrefois. Bien que considérée comme "espèce vulnérable" par l'ONCFS, cette perdrix continue à être abondamment chassée (1.166.000 perdrix tuées en France lors de la saison de chasse 1983-84)[23] et  1.732.000 quatre ans plus tard (saison 1998-1999). Pour satisfaire la demande des chasseurs, ses populations naturelles sont donc depuis plusieurs décennies constamment « complétées » à partir de « stocks commerciaux de spécimens élevés en captivité ». En France et dans de nombreux pays son élevage et les relâchés dans la nature sont autorisés (élevage soumis à autorisation administrative[24]). Les lâchers sont toujours plus fréquents et touchent un territoire de plus en plus vaste, « jusque dans les zones où elle n’existe pas naturellement »[23]. Ainsi en 1984 des perdrix était relâchés dans 37 départements (tous dans l'aire naturelle de répartition de l’espèce), mais 12 ans plus tard (en 1998) ces introductions étaient pratiqués dans 73 départements (deux fois plus)[23]. 400.000 perdrix rouge ont été relâchées en 1975, contre le double (800.000/an) une décennie plus tard[23] et 2.5 millions en 1996[23].
De plus, depuis plusieurs décennies, des hybridations sont faites par des éleveurs (volontairement) avec la perdrix chukar (Alectoris chukar originaire de Grèce, de Chypre, du Moyen-Orient et de l'Asie de l'Est. Une partie de ces opérations est bien documentée et datée par la littérature cynégétique, scientifique ou administrative dont l'étude laissait penser que ces hybrides avaient été largement diffusés en Europe.
Selon l'ONCFS, « il semble évident que les prélèvements reflètent plus l’abondance des lâchers que l’état des populations sauvages », ce qui rend difficile l'étude de sa véritable dynamique de population. Pour détecter une éventuelle pollution génétique à l'échelle de l'Europe, des biologistes et gestionnaires cynégétiques ont fait appel à la biologie moléculaire pour isoler et décrire plusieurs haplotypes du génome actuel de la « perdrix rouge »[14] chez des perdrix de Bretagne à la Crète en passant par l'Espagne et l'Italie[14]. Ces haplotypes contemporains ont été comparés aux haplotypes de perdrix rouges tuées de 1856 à 1934 et conservées (empaillées) dans les musées (un haplotype est un groupe de gènes liés entre eux et situés sur un même chromosome ; chaque haplotype est normalement transmis aux descendants sans modification lors de la reproduction sexuée). La comparaison a montré qu'en quelques décennies, le patrimoine génétique de la perdrix rouge sauvage a été significativement "pollué" (dans l'espace et dans le temps)[14]. L'ADN mitochondrial haplotype de cette espèce a subi une introgression généralisée de gènes provenant de la perdrix chukar (uniquement pour la période moderne correspondant aux opérations de « repeuplements », mais dans toute l'aire de répartition de l'espèce là où elle est encore présente[14]. Il n'y a qu'en Corse que l'ADN mitochondrial de la perdrix rouge semblait peu introgressé par celui de la perdrix cousine, mais une « amplification aléatoire d'ADN polymorphe » (par opposition aux marqueurs microsatellites) a montré que l'ADN de l'espèce hébergeait déjà et aussi des gènes provenant d'hybrides de chukar[14]. 
Les auteurs de cette étude suggèrent que les éleveurs devraient tous utiliser le « barcoding moléculaire » (rapide et peu couteux) pour caractériser génétiquement leurs oiseaux géniteurs afin de diminuer leur contribution à la pollution génétique de l'espèce[14]. Ils recommandent aussi une interdiction (qui doit être effective) de toute importation d'espèces "gibier" exotiques et/ou hybrides[14].
- Le même phénomène a été constaté en 2007 pour une autre espèce de perdrix (Alectoris graeca), également victime d'une pollution génétique issue de l'hybridation avec la perdrix chukar[9].
- Dans le monde de la bactériologie, cette notion est reprise notamment pour l'étude des risques de transferts (horizontaux ou verticaux chez les bactéries ou via des bactéries) de gènes nouveaux à partir d'une souches transgéniques (OGM)[25], dans le cadre d'études et évaluations scientifiques[26], et de la controverse et du débat sur les organismes génétiquement modifiés[27].
- Dans le domaine des agrobiotechnologies, la modification de génotypes d'espèces domestiques (animales ou végétales) par croisement est ancienne ainsi que l'introduction de gènes modifiés ou provenant de sous-espèces exotiques dans la population sauvage d'une région. La transgenèse introduit la possibilité de faire passer un gène d'une espèce à une autre[28], voire d'un règne à un autre, ouvrant la porte à de nouvelles formes de pollution génétique.

## Enjeux
Ils sont de natures différentes : 
- Biosécurité : plus les espèces domestiqués sont clonées, sélectionnées, génétiquement manipulées et élevées dans des conditions intensives, plus certains des impacts (sanitaires et en termes de dynamique des populations) des individus accidentellement échappés d’élevage ou délibérément relâchés peuvent être graves pour la biodiversité d'une part, et éventuellement pour la sécurité alimentaire quand les conséquences sont par exemple la pullulation de parasites devenus résistants à la plupart des pesticides utilisés contre eux à la fois sur les espèces domestiquées et sauvages. C'est le cas par exemple depuis la fin des années 1990 avec le pou du saumon pour les salmonidés amphihalins (saumons, truites de mer).
- Un risque d'aggravation encore accélérée de l'érosion générale de la biodiversité existe[29],[8], à une moindre adaptation de l'espèce à son environnement et d'une moindre résilience écologique induites par l'apport d'allèles étrangers, par exemple chez les abeilles[30],[31] ou dans la sylviculture d'arbres plantés à grande échelle et sous forme de clones et d'hybrides tels que le peuplier ou l'eucalyptus par exemple[32]. En Europe, on observe fréquemment chez les espèces sauvages du canard colvert, du sanglier, du pigeon biset et de la caille (Coturnix coturnix), des hybridations avec les congénères domestiques de ces espèces, qui sont respectivement le canard domestique, le porc, le pigeon domestique et la caille du Japon. Ces animaux de souches domestiques qui s'introduisent dans les populations sauvages sont issus de marronnage ou bien de lâcher dits « de repeuplement »[23], « de tir »[23] et « de printemps »[23] pour les besoins de la chasse. Chez les poissons, la carpe commune et plus récemment le saumon atlantique[33] sont également susceptibles d'être influencés par croisement avec des lignées modifiées issues d'élevage.
En Asie, le coq sauvage (Gallus gallus) peut se reproduire avec les poules domestiques et voir ainsi ses caractères modifiés.
- Inversement, un autre risque est craint ; c'est la possibilité pour les espèces parentes ou proches d'espèces transgéniques cultivées ou élevés en plein champ ou en contact possible avec des espèces sauvages, de produire par croisement ou transferts de gènes, des organismes nouveaux et suradaptés, par exemple « super-mauvaise herbe » résistante à un désherbant total et productrice d'insecticide Bt dont on a plus de mal à se débarrasser et qui pourrait éventuellement devenir invasive[6], ou simplement que des espèces ayant intégré un transgène colonisent des milieux naturels avec des impacts anormaux en termes de pression sélective[34] (en raison de la production de Bt par exemple)[35], et/ou éventuellement en s'hybridant avec des espèces sauvages[36],[37],[38].
- Les espèces introduites par l'homme présentent plus de risques de devenir invasives et donc de largement diffuser leur gènes, tout en n'apportant qu'une faible diversité génétique. Elles peuvent contribuer à la pollution génétique en se croisant avec des cousines sauvages (ou cultivées) s'il en existe dans les territoires qu'elles colonisent ;
- Enjeux juridiques : les gènes brevetés posent des problèmes de sécurité juridique en cas de « présence fortuite » dans la production d'un agriculteur ou éleveur qui n'a pas payé le droit d'en disposer. Un agriculteur bio peut ainsi perdre son label et être poursuivi par le détenteur des droits. Inversement des producteurs de gènes transgéniques pourraient être attaqués pour n'avoir pas pu contenir leurs transgènes[39]. Le problème se pose aussi de la persistance[40] de graines viables dans les champs après une culture transgénique (ex : Colza[41]) ;
- Enjeux d'organisation des cultures et élevages. Pour les végétaux on cherche à faire des modélisations prédictives des dispersion des transgènes via les pollens, au moins pour quelques espèces à fécondation anémophile pour lesquelles la modélisation est plus facile (ex : colza et maïs [42] ou propagules. Les premiers résultats invitent à créer et entretenir des procédures d'isolation destinés à limiter la dispersion de pollens ou propagules sous contrôle, y compris en forêt pour les peuplements de semenciers certifiés. Ces risques posent encore des questions complexes d'évaluation et de précaution
- La pollution génétique interfère aussi avec la conservation de la nature, l'écologie de la restauration[8] en rendant notamment le travail des conservatoires génétiques plus difficile[43]. En modifiant le transcriptome (le résultat de l'expression des gènes) des espèces introgressées, elle est le plus souvent une cause de perte des capacités d’évolution adaptative pour les espèces qui en sont victimes. Et dans les rares cas où les gènes introduits seraient sélectivement favorables aux individus qui en sont porteurs, existe le risque que quelques lignées dotées de ces gènes deviennent rapidement dominantes dans une population en diminuant une fois encore la diversité et la variabilité génétique.

## OGM
L'industrialisation récente du procédé, sa généralisation et le caractère de plus en plus commercial et «breveté» des gènes mis en œuvre (résistance à des herbicides par exemple) ont modifié la donne et les modalités d'appréciation du risque. Divers acteurs, dont les opposants à ces techniques parlent de « pollution génétique » pour évoquer la diffusion de caractères modifiés à partir de lignées de laboratoire vers des lignées sauvages ou domestiquées (cultivées sous le label agriculture biologique en particulier, label qui interdit les organismes transgéniques)[réf. nécessaire].
La diffusion non contrôlée des gènes modifiés n'est cependant pas l'objectif des producteurs d'OGM, certains organismes végétaux étant au contraire conçus pour ne pas produire de graines fertiles, afin de s'assurer un marché captif de semences.[réf. nécessaire]
Cette diffusion est donc par nature accidentelle. La crainte des opposants aux OGM est qu'elle ne mette en danger des espèces sauvages, supprime la variabilité génétique, ou bien représente un risque pour la santé.

## Moyens de lutte contre la pollution génétique
Ils passent d'abord par des outils de connaissance et de mesure de la pollution génétique. Ils sont généralement issus de la biologie moléculaire.
Il a ainsi été proposé en Espagne en 2001 d'éradiquer les perdrix hybrides des repeuplements artificiels au moyen d'analyses génétiques, ce qui permettrait au moins de ne pas aggraver la pollution génétique du pool de perdrix supposées ou dites "sauvage".
Le patrimoine génétique perdu ne peut être reconstitué, mais si le flux de gènes artificiellement introduit cesse, le jeu de la sélection naturelle semble ensuite dans certains cas pouvoir permettre l'élimination des gènes rendant leurs porteurs inadaptés à leur environnement. Il faut pour cela que les systèmes prédateurs-proie soient eux-mêmes encore existants. (Nombre de grands prédateurs ont disparu des zones les plus concernées par la pollution génétique).
La pollution génétique présente des risques significatifs pour les populations et les écosystèmes, entraînant le déclin ou l'extinction des espèces. Les effets peuvent se manifester progressivement à mesure que les gènes introduits se propagent et sont favorisés par des facteurs contextuels. Une domination rapide des gènes peut survenir, telle que le remplacement des espèces par des hybrides animaux ou l'introduction massive de plantes facilement hybrides. Des stratégies de surveillance et de gestion rigoureuses sont essentielles pour atténuer les impacts de la pollution génétique sur la biodiversité et la résilience des écosystèmes.

### Surveillance génétique: Vers une évaluation précise des risques
Les récentes avancées en biologie moléculaire ont facilité la détection de la pollution génétique, permettant le suivi des marqueurs génétiques pour évaluer les risques. Inspirées des méthodes de surveillance, des techniques de modélisation ont été développées pour améliorer notre compréhension des risques. Ces méthodes reflètent le suivi de groupes dans la surveillance vidéo, regroupant les données génétiques pour obtenir des insights. La validation s'étend à divers environnements, ressemblant à une validation de surveillance.